# کئون یونگ
کئون یونگ (انگلیسی: Keone Young؛ زادهٔ ۶ سپتامبر ۱۹۴۷) یک هنرپیشه اهل ایالات متحده آمریکا است. وی از سال ۱۹۶۹ میلادی تاکنون مشغول فعالیت بوده است.
از فیلم‌ها یا برنامه‌های تلویزیونی که وی در آن نقش داشته است می‌توان به سرباز بنجامین، کرانک، مردان سیاه‌پوش ۳، لگالی بلاند ۲: قرمز، سفید و بلوند، بازی خدا، رفیق، ماشین من کجاست؟ و روز بد در بلوک اشاره کرد.